# Kloster der vierzig Märtyrer (Saranda)

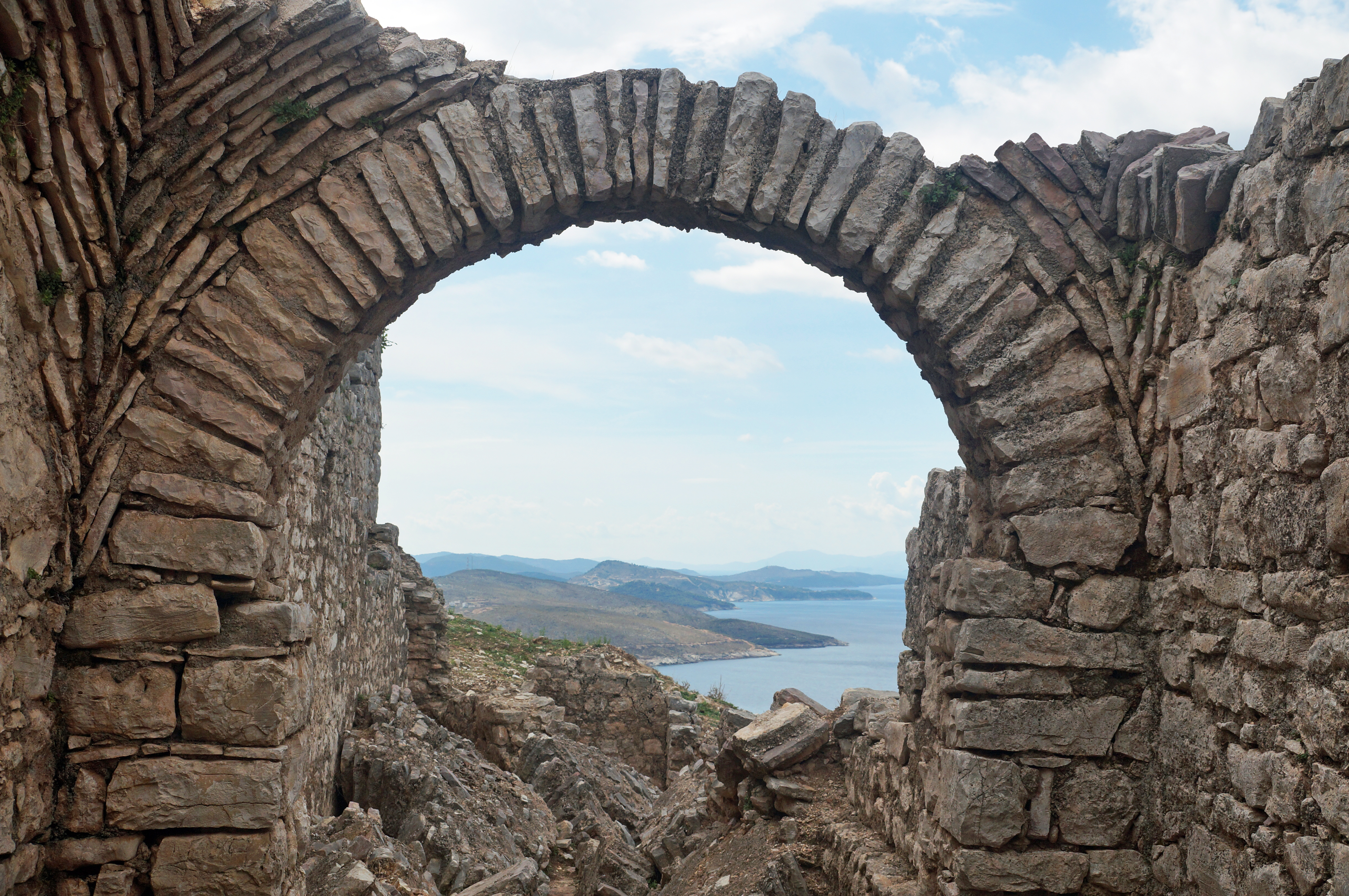
Ruinen der Anlage

Das Kloster der vierzig Märtyrer (albanisch Manastiri i 40 Shenjtorëve, griechisch Ιερά Μονή Σαράντα Μαρτύρων Ierá Moní Saránta Martýron) ist ein ehemaliges christliches Kloster bei Saranda in Südalbanien, das den Vierzig Märtyrern von Sebaste gewidmet war. Vom Kloster, das zum nationalen Kulturgut Albaniens zählt, sind heute nur noch Ruinen erhalten.

## Lage und Name

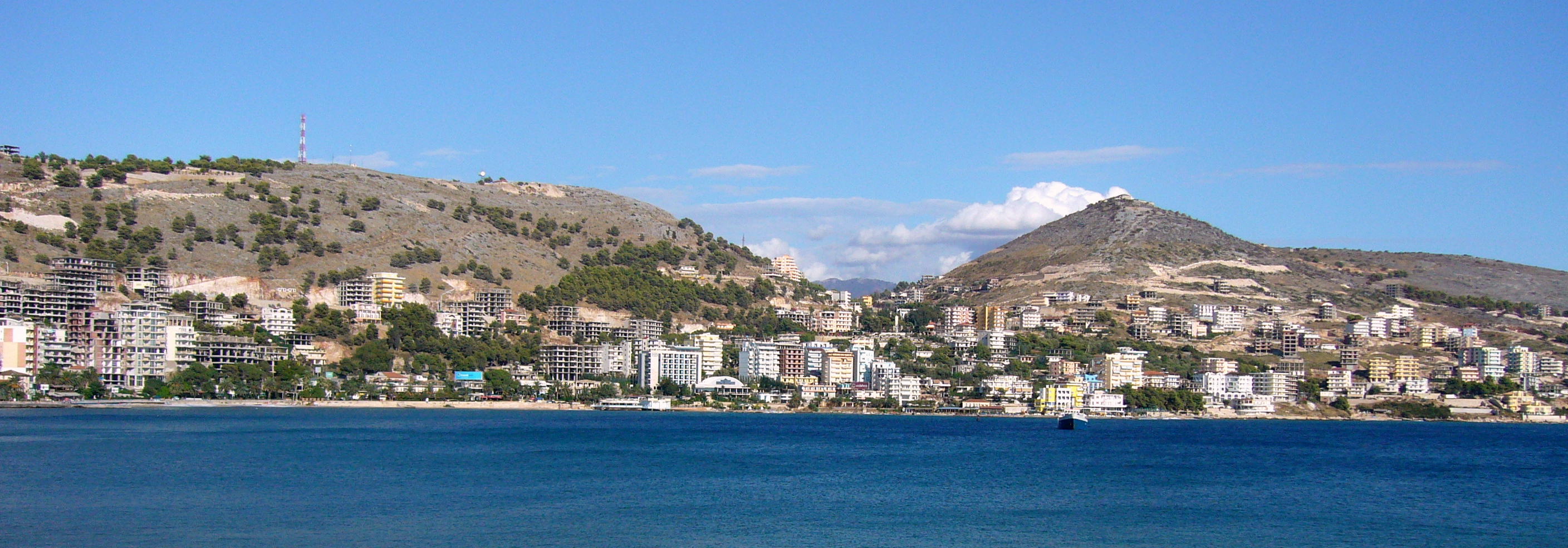
Der Kloster-Hügel links und der Hügel mit der Burg Lëkures rechts

Das Kloster liegt auf einem Hügel (211 m ü. A.) über der Stadt und der Bucht beim Dorf Gjashta. Etwas südlich befand sich auf dem Hügel, wo später von Ali Pascha Tepelena die Burg Lëkures errichtet wurde, im Mittelalter eine kleine Siedlung. Der Name des Ortes Saranda leitet sich vom griechischen Namen des Klosters (griechisch Άγιοι Σαράντα Hagioi Saranta) ab.

## Geschichte

### Mittelalter
Das Kloster wurde im späten 5. oder 6. Jahrhundert errichtet. Das antike Onchesmos an der Stelle des heutigen Saranda, der Hafen von Phoinike, war im 5. Jahrhundert Bischofssitz.
Die rund 43 Meter lange und 23 Meter breite Basilika besteht aus dem zentralen Kirchenschiff und jeweils drei Apsidiolen in den seitlichen Kirchenschiffen. An der Ostseite befand sich eine weitere Apsis, im Westen ein Exonarthex. Noch gut erhalten ist die Krypta, in der ringförmig zehn Kapellen angeordnet sind. Ältere, kaum erhaltene Fresken in der Krypta aus der Spätantike zeigen architektonische Darstellungen, neue aus dem 9. Jahrhundert sind figurativ. Neben den Kapellen befand sich im Untergeschoss noch eine Zisterne, die später in einen weiteren Andachtsraum verwandelt wurde. Von weiteren Klosterbauten sind noch einige Ruinen erhalten. Ein aufwändiges System von Zisternen und Wasserleitungen speiste einen Springbrunnen.
Es wird vermutet, dass das Kloster eine bedeutende Pilgerstätte gewesen ist. Der Bau wird für die damalige Zeit als „gewaltige Kirche“ (Guntram Koch) bezeichnet. Man geht auf, dass ein solch großer und aufwändiger Bau die Möglichkeiten der damaligen lokalen Eliten weit überschritten hatte. Die Kirche war aufgrund ihres Prunks, ihrer Dimensionen sowie der architektonischen Umsetzung und Bautechnik mit großen über- und unterirdischen Räumen für damalige Zeit einzigartig. Man geht deswegen davon aus, dass das Kloster eine weit überregionale Bedeutung hatte und vermutlich sogar vom Patriarchen in Konstantinopel in Auftrag geben worden war, auch wenn Inschriften andere Stifter bezeichnen. Es ist vergleichbar mit anderen bedeutenden Pilgerheiligtümer der Spätantike wie das Kloster des Heiligen Georgs im syrischen Resafa, das Kloster von Abu Mena in Ägypten oder das Simeonkloster von Qalʿat Simʿan in Syrien. Im Zentrum des Wallfahrtkults dürfte der Kryptoportikus gestanden sein, der zwar praktisch lichtlos, aber sehr gut belüftet und somit für viele Besucher ausgelegt war. Nach dem Besuch der Kapellen wandten sich die Gläubigen einem weiteren Korridor zu, wo sich am Ende in Nischen die Reliquien, das Zentrum der Anlage, befanden. Es ist unklar, welchen Heiligen hier gehuldigt wurde – der Name der Vierzig Heiligen könnte später entstanden sein.
Der Kryptoportikus dürfte einer anderen Nutzung gedient haben, bevor er zu einer christlichen Pilgerstätte verwandelt wurde.
Zu ersten Zerstörungen kam es schon durch Einfälle der Ostgoten in der Region im Jahr 551. Im 9. Jahrhundert wurde der Bau erneuert.

### 19. und 20. Jahrhundert
Zumindest bis in die Mitte des 19. Jahrhunderts lebten noch Mönche rund um die Kirche. Zu einer ersten zerstörerischen Explosion kam es 1878, als Munition von griechischen Soldaten explodierte. Fotografien aus den 1910er und 1920er Jahren zeigen, dass die Außenmauern der Kirche schon stark beschädigt waren. Die Anlage wurde aber noch immer genutzt und im dachlosen Innenraum der Basilika war ein kleiner Kirchenbau errichtet worden. Die Reste des Gebäudes mit Ausnahme der Kellergewölbe wurden während des Zweiten Weltkriegs durch Bomben der Alliierten zerstört.

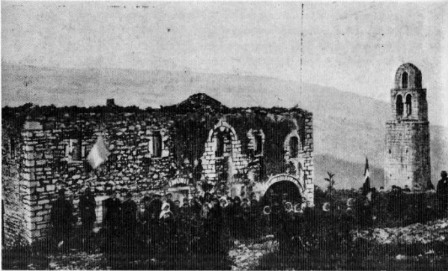
Aufnahme des Klosters von 1913
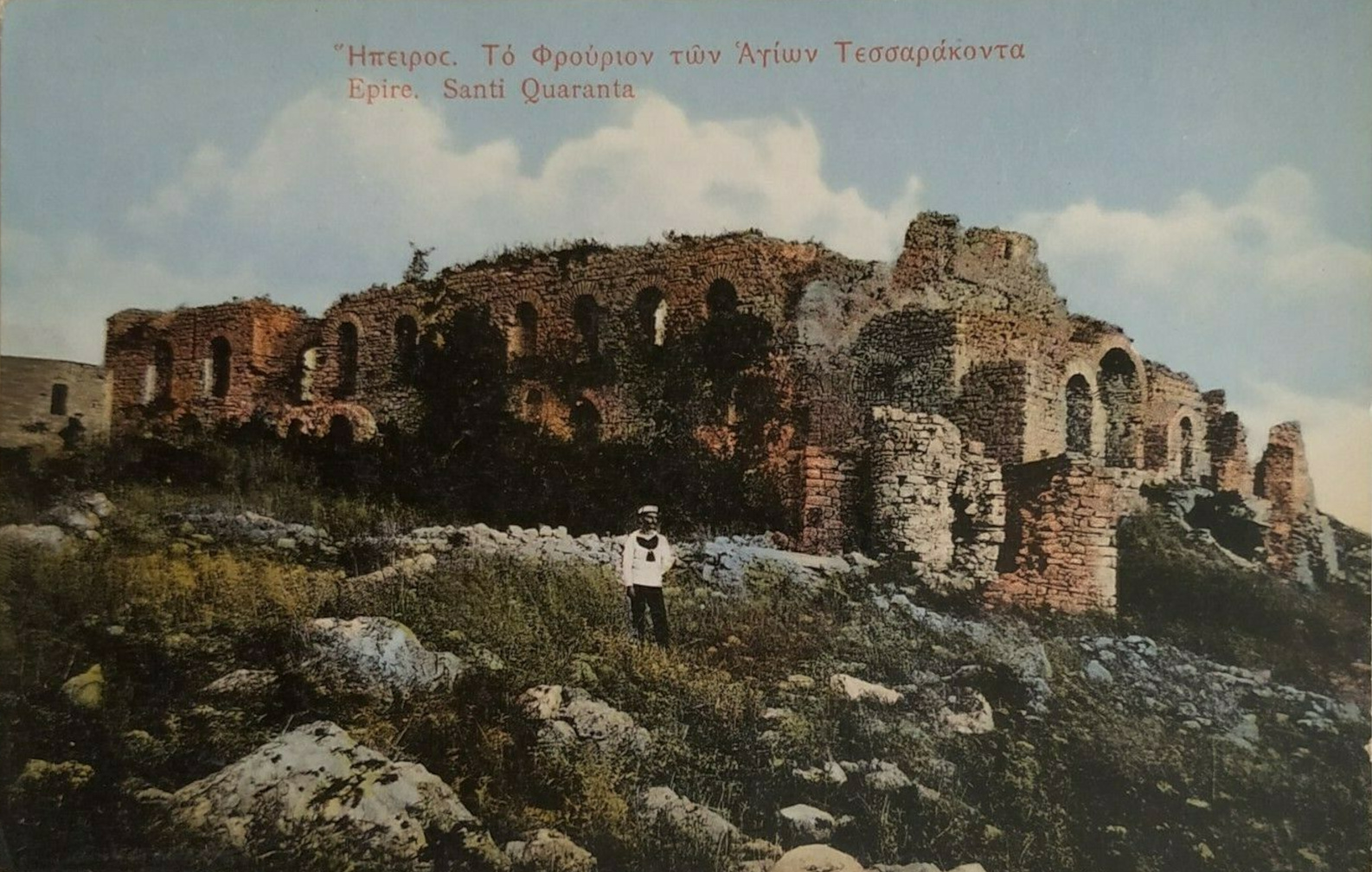
Ansichtskarte von 1916

Später nutzte die albanische Armee das Gelände, das erst nach 1997 wieder zugänglich war. 2015 wurde die Restaurierung der Anlage angekündigt.
Im Jahr 1970, während des Religionsverbots in Albanien, wurde das Kloster zum nationalen Kulturdenkmal erklärt. Die Ruinen innerhalb des militärischen Sperrgebiets wurden aber nicht unterhalten, die Wandmalereien sind erheblich beschädigt.